# Součekita
La součekita és un mineral de la classe dels sulfurs, que pertany al grup de la bournonita. Rep el nom de Frantisek Souček (1911-1989), del departament de mineralogia de la Universitat Charles, Praga.

## Característiques
La součekita és una sulfosal de fórmula química PbCuBi(S,Se)₃. Cristal·litza en el sistema ortoròmbic. La seva duresa a l'escala de Mohs es troba entre 3,5 i 4.
Segons la classificació de Nickel-Strunz, la součekita pertany a «02.GA: nesosulfarsenats, nesosulfantimonats i nesosulfbismutits sense S addicional» juntament amb els següents minerals: proustita, pirargirita, pirostilpnita, xantoconita, samsonita, skinnerita, wittichenita, lapieïta, mückeïta, malyshevita, lisiguangita, aktashita, gruzdevita, nowackiïta, laffittita, routhierita, stalderita, erniggliïta, bournonita i seligmannita.

## Formació i jaciments
Va ser descoberta a Oldřichov, al districte de Tachov (Regió de Plzeň, República Txeca). També ha estat descrita a Bulgària, Macedònia del Nord, Ucraïna, la República Popular de la Xina i el Canadà.